# Hypenula complectalis
Hypenula complectalis là một loài bướm đêm trong họ Noctuidae.